# إلينيكون
إلينيكون (Ελληνικόν) هي مدينة في إقليم أتيكا في اليونان.
يبلغ عدد سكانها حوالي 20160 نسمة.